# NGC 7488
NGC 7488 је елиптична галаксија у сазвежђу Рибе која се налази на NGC листи објеката дубоког неба.
Деклинација објекта је + 0° 56' 28" а ректасцензија 23h 7m 48,9s. Привидна величина (магнитуда) објекта NGC 7488 износи 13,8 а фотографска магнитуда 14,8. NGC 7488 је још познат и под ознакама MCG 0-59-1, CGCG 380-1, ARAK 576, NPM1G +00.0623, PGC 70539.